# Demócratas por el Cambio para Guinea Ecuatorial
Demócratas por el Cambio para Guinea Ecuatorial (DECAM), es una coalición de formaciones políticas de oposición al régimen de Teodoro Obiang en Guinea Ecuatorial, coordinada por el profesor Justo Bolekia Boleká, presentada en enero de 2005.
En junio de 2005 el Gobierno de Guinea Ecuatorial en el Exilio y la coalición DECAM firmaron un acuerdo de colaboración.

## Grupos y partidos integrados en la coalición DECAM
- ANRD: Alianza Nacional para la Restauración Democrática.
- APGE: Acción Popular de Guinea Ecuatorial.
- ASOPGE-LIBRE: Asociación de Periodistas de Guinea Ecuatorial.
- FDR: Fuerza Demócrata Republicana.
- FLPGE: Frente de Liberación del Pueblo de Guinea Ecuatorial.
- FOJA: Frente Organizado de las Juventudes Africanas.
- FSGE: Foro Solidario por Guinea Ecuatorial.
- MAIB: Movimiento para la Autodeterminación de la Isla de Bioko.
- PL: Partido Liberal de Guinea Ecuatorial.
- PRGE: Partido Reformista de Guinea Ecuatorial.
- UDDS: Unión para la Democracia y el Desarrollo Social.
- UR: Unión Republicana.
- VIYIL-MADRID: Asociación VIYIL (Isla de Annobón).

- Datos: Q5802547